# Лагербек, Ларс
Ла́рс Лагербе́к (швед. Lars Lagerbäck; 16 июля 1948, Катринехольм, Швеция) — шведский футбольный тренер.
Лагербек в качестве футболиста играл на нижних ступенях шведского футбола, провёл девять лет с местной командой «Альбю» и пять лет с «Йимонес». В 1977 году получил лицензию тренера и начал свою тренерскую карьеру в клубе «Килафорс», где проработал пять лет. В 1983—1985 тренировал футбольный клуб «Арбро». В 1987—1989 был тренером «Худиксвалля».
Лагербек заработал хорошую репутацию за своё умение хорошо готовить команды, а также привлекать молодых игроков. В 1990 году Лагербек стал членом Шведского футбольного союза, как его молодёжный тренер, и шесть лет тренировал детские, юношеские и молодёжные сборные Швеции. Впервые стал руководить сборной Швеции в 1998 году, в качестве помощника главного тренера Томми Сёдерберга, и был назначен вторым тренером в 2000 году. Когда Сёдерберг ушёл в отставку после ЕВРО 2004, Лагербек стал единоличным тренером Швеции. Когда на Евро-2008 сборная не смогла выйти из группы, подвергся жёсткой критике со стороны СМИ, требовавших его отставки. В октябре 2009 года ушёл в отставку после того, как сборная впервые за 10 лет не попала в финальную часть чемпионата мира. На чемпионате мира в ЮАР сборная Нигерии под его руководством заняла последнее место в группе B. С октября 2011 года по июль 2016 года возглавлял сборную Исландии по футболу.
1 февраля 2017 года Норвежский футбольный союз объявил о подписании контракта с Лагербеком, который будет возглавлять сборную Норвегии до конца 2019 года. 7 декабря 2020 года Лагербек покинул сборную Норвегии.

## Карьера
В юности Лагербек играл за клуб «Альбю». Когда ему было 13 лет, он начал играть за команду «P16».
После окончания обучения в средней школе в конце 1960-х годов, Лагербек изучал политологию и экономику в Университете Умео на севере Швеции. Помимо своего обучения, он также играл в футбол за клуб «Йимонес» под руководством Калле Линделёфа. Он продолжал играть там вплоть до 1974 года и работал в качестве клерка в клубе с 1970 года. В последующие годы он дважды играл за клуб в отборочных турах за выход во второй шведский дивизион, но без успеха. Сам Лагербек играл на позиции полузащитника, но чаще сидел на скамейке запасных.